# Eutelia quadriliturata
Eutelia quadriliturata är en fjärilsart som beskrevs av Walker 1869. Eutelia quadriliturata ingår i släktet Eutelia och familjen nattflyn. Inga underarter finns listade i Catalogue of Life.